# Міджарул Кайєс
Мохамед Міджарул Кайєс মো মিজারুল কায়েস; 1960—2017) — бангладеський дипломат. Надзвичайний і Повноважний Посол Бангладешу в Україні (2007—2009) за сумісництвом.

## Біографія
Освіту отримав на факультеті міжнародних відносин Університету Дакки та Школи державного управління імені Джона Ф. Кеннеді Гарвардського університету.
З 1982 року співробітник в області державної політики та управління. У Дацці університету, був співробітником Центру альтернативи. Був довічним членом Асоціації ООН Бангладеш. Він викладав у Північно-Південному університеті і Брач університету в Дацці і був в резерві дипломатичної служби Академії Національного коледжу оборони і навчального центру державної адміністрації. Він також викладає естетику та історію мистецтва у Національній академії мистецтв у Дацці. Він сприяє розвитку Бангладеського Центру культури, науки та інформації в Санкт-Петербурзі.
В даний час Верховний комісар Бангладеш в суді Сент-Джеймс Сполученого Королівства. До його відрядження в Москву, був Верховним комісаром Бангладеш на Мальдівах.